# بزرگ‌ترین کلان‌شهرهای خاورمیانه
فهرست بزرگ‌ترین کلان‌شهرهای خاورمیانه با جمعیتشان بر طبق منابع مختلف که شامل شهرهایی با جمعیت بالای ۱ میلیون نفر می‌باشد.

## فهرست
| رتبه | شهر         | کشور              | جمعیت کلان‌شهری | جمعیت شهر  | تصویر               |
| ---- | ----------- | ----------------- | -------------- | ---------- | ------------------- |
| ۱    | قاهره       | مصر               | ۲۰٬۴۳۹٬۵۴۱     | ۹٬۵۰۰٬۰۰۰  |                     |
| ۲    | تهران       | ایران             | ۱۶٬۶۷۲٬۰۰۰     | ۱۰٬۲۴۰٬۰۰۰ |                     |
| ۳    | استانبول    | ترکیه             | ۱۵٬۰۶۷٬۷۲۴     | ۱۴٬۹۰۰٬۰۰۰ |                     |
| ۴    | بغداد       | عراق              | ۸٬۷۶۸٬۰۰۰      | ۸٬۷۶۵٬۰۰۰  |                     |
| ۵    | ریاض        | عربستان سعودی     | ۶٬۵۰۶٬۷۰۰      | ۶٬۵۰۶٬۷۰۰  |                     |
| ۶    | دبی         | امارات متحدهٔ عربی | ۵٬۶۴۰٬۰۰۰      | ۳٬۲۸۷٬۰۰۷  |                     |
| ۷    | آنکارا      | ترکیه             | ۵٬۲۷۰٬۵۷۵      | ۵٬۲۷۰٬۵۷۵  |                     |
| ۸    | اسکندریه    | مصر               | ۴٬۹۸۴٬۳۸۷      | ۴٬۹۸۴٬۳۸۷  |                     |
| ۹    | جده         | عربستان سعودی     | ۴٬۲۷۶٬۰۰۰      | ۴٬۲۷۶٬۰۰۰  |                     |
| ۱۰   | ازمیر       | ترکیه             | ۴٬۱۱۳٬۰۷۲      | ۲٬۸۴۷٬۶۹۱  | Izmir (15383066346) |
| ۱۱   | امان        | اردن              | ۴٬۰۰۷٬۵۲۶      | ۴٬۰۰۷٬۵۲۶  |                     |
| ۱۲   | تل‌آویو      | اسرائیل           | ۳٬۹۵۴٬۵۰۰      | ۱٬۳۶۸٬۸۷۵  |                     |
| ۱۳   | مشهد        | ایران             | ۳٬۳۷۲٬۶۶۰      | ۳٬۳۱۲٬۰۹۰  |                     |
| ۱۴   | اصفهان      | ایران             | ۳٬۲۳۶٬۹۵۰      | ۲٬۱۰۹٬۶۵۴  |                     |
| ١۵   | بورسا       | ترکیه             | ۲٬۸۴۲٬۰۰۰      | ۲٬۳۴۰٬۰۰۰  |                     |
| ۱۶   | ابوظبی      | امارات متحدهٔ عربی | ۲٬۷۸۴٬۴۹۰      | ۲٬۷۸۴٬۴۹۰  |                     |
| ۱۷   | بصره        | عراق              | ۲٬۷۵۰٬۰۰۰      | ۲٬۷۵۰٬۰۰۰  |                     |
| ۱۸   | دوحه        | قطر               | ۲٬۳۸۲٬۰۰۰      | ۱٬۸۵۰٬۰۰۰  |                     |
| ۱۹   | کویت        | کویت              | ۲٬۳۸۰٬۰۰۰      | ۲٬۳۸۰٬۰۰۰  |                     |
| ۲۰   | بیروت       | لبنان             | ۲٬۲۰۰٬۰۰۰      | ۳۶۱٬۳۶۶    |                     |
| ۲۱   | صنعا        | یمن               | ۲٬۱۶۷٬۰۰۰      | ۱٬۹۳۷٬۴۵۱  |                     |
| ۲۲   | کرج         | ایران             | ۱٬۹۶۷٬۰۰۰      | ۱٬۹۶۷٬۰۰۰  |                     |
| ۲۳   | شیراز       | ایران             | ۱٬۸۶۹٬۰۰۱      | ۱٬۸۶۹٬۰۰۱  |                     |
| ۲۴   | غزه         | نوار غزه          | ۱٬۸۵۰٬۰۰۰      | ۱٬۸۵۰٬۰۰۰  |                     |
| ۲۵   | حلب         | سوریه             | ۱٬۸۰۰٬۰۰۰      | ۱٬۸۰۰٬۰۰۰  |                     |
| ۲۶   | تبریز       | ایران             | ۲٬۰۷۳٬۰۲۳      | ۱٬۷۷۳٬۰۲۳  |                     |
| ۲۷   | اربیل       | عراق              | ۱٬۷۵۰٬۵۶۴      | ۱٬۷۵۰٬۵۶۴  |                     |
| ۲۸   | آدانا       | ترکیه             | ۱٬۷۳۶٬۵۶۴      | ۱٬۷۳۶٬۵۶۴  |                     |
| ۲۹   | دمشق        | سوریه             | ۱٬۷۱۱٬۰۰۰      | ۱٬۷۱۱٬۰۰۰  |                     |
| ۳۰   | مکه         | عربستان سعودی     | ۱٬۶۷۵٬۳۶۸      | ۱٬۶۷۵٬۳۶۸  |                     |
| ۳۱   | مسقط        | عمان              | ۱٬۵۶۰٬۰۰۰      | ۱٬۵۶۰٬۰۰۰  |                     |
| ۳۲   | غازی عینتاب | ترکیه             | ۱٬۵۵۶٬۳۸۱      | ۱٬۵۵۶٬۳۸۱  |                     |
| ۳۳   | مدینه       | عربستان سعودی     | ۱٬۴۹۰٬۰۰۰      | ۱٬۴۹۰٬۰۰۰  |                     |
| ۳۴   | اهواز       | ایران             | ۱٬۴۱۰٬۰۰۰      | ۱٬۳۵۰٬۰۰۰  |                     |
| ۳۵   | موصل        | عراق              | ۱٬۳۸۰٬۰۰۰      | ۱٬۳۸۰٬۰۰۰  |                     |
| ۳۶   | قونیه       | ترکیه             | ۱٬۲۹۰٬۰۰۰      | ۱٬۲۹۰٬۰۰۰  |                     |
| ۳۷   | آنتالیا     | ترکیه             | ۱٬۲۶۰٬۰۰۰      | ۱٬۴۷۰٬۰۰۰  |                     |
| ۳۸   | قم          | ایران             | ۱٬۲۶۰٬۰۰۰      | ۱٬۲۶۰٬۰۰۰  |                     |
| ۳۹   | قیصریه      | ترکیه             | ۱٬۱۰۰٬۰۰۰      | ۱٬۱۰۰٬۰۰۰  |                     |
| ۴۰   | کرمانشاه    | ایران             | ۱٬۱۰۰٬۰۰۰      | ۱٬۱۰۰٬۰۰۰  |                     |
| ۴۱   | دیاربکر     | ترکیه             | ۱٬۰۱۰٬۰۰۰      | ۱٬۰۱۰٬۰۰۰  |                     |
| ۴۲   | کرکوک       | عراق              | ۱٬۰۰۰٬۰۰۰      | ۱٬۰۰۰٬۰۰۰  |                     |